# Чіч Марін
Річард Ентоні (Чіч) Марін (англ. Richard Anthony (Cheech) Marin; 13 липня 1946) — американський актор.

## Біографія
Чіч Марін народився 13 липня 1946 року в Лос-Анджелесі, штат Каліфорнія. Батько поліцейський Оскар Марін, мати секретар Ельза Марін. Закінчив Каліфорнійський державний університет «Northridge», де вивчав англійську мову і літературу. Будучи противником війни у В'єтнамі він переїхав до Канади, де зустрів власника нічного клубу Томмі Чонга. Протягом дев'яти місяців вони працювали на пару комедійним дуетом. Вирішивши, що вони працюють досить професійно, Чіч Марін і Томмі Чонг переїхали в Лос-Анджелес, де виступали практично у всіх клубах. Дует проіснував п'ятнадцять років, вони знялися у восьми фільмах, серед яких «Укуренні» (1978), «Наступний фільм Чіча і Чонга» (1980), «Приємних снів» (1981) та інші, після чого чудовий дует розпався. Після розпаду дуету Чіч Марін продовжив зніматися в кіно.

## Фільмографія
- 1985 — Позаурочний час / After Hours
- 1987 — Смертельна красуня / Fatal Beauty
- 1989 — Мисливці на привидів 2 / Ghostbusters II
- 1989 — Раптове пробудження / Rude Awakening
- 1990 — Креветка на грилі / The Shrimp on the Barbie
- 1994 — Король Лев / The Lion King
- 1996 — Від заходу до світанку / From Dusk Till Dawn
- 1996—2001 — Детектив Неш Бріджес
- 2000 — По шматочках / Picking Up the Pieces
- 2002 — Діти шпигунів 2: Острів несправджених надій / Spy Kids 2: Island of Lost Dreams
- 2004 — Король Лев 3: Хакуна матата / The Lion King 1½
- 2004 — Різдво з невдахами / Christmas with the Kranks
- 2006 — Тачки / Cars
- 2008 — Крихітка з Беверлі-Гіллз / Beverly Hills Chihuahua
- 2010 — Мачете / Machete
- 2011 — Тачки 2 / Cars 2
- 2018 — Війна з дідусем / The War with Grandpa